# Luis María Atienza
Luis María Atienza Serna (Trespaderne, 30 de agosto de 1957) es un político y empresario español. Fue ministro de Agricultura, Pesca y Alimentación durante el último Gobierno de Felipe González

## Biografía
Licenciado en Ciencias Económicas en la Universidad de Deusto, ampliando posteriormente sus estudios en la Universidad de Nancy y en la Universidad Libre de Bruselas.
Ha sido profesor de la Facultad de Ciencias Económicas y Empresariales, del Instituto Internacional de Dirección de Empresas y del Instituto de Estudios Europeos de la Universidad de Deusto.
En 1989 fue nombrado consejero de Economía del Gobierno Vasco por el Partido Socialista de Euskadi. Entre diciembre de 1990 y mayo de 1991 formó parte del Parlamento Vasco, siendo vocal en varias comisiones. Abandonó el Parlamento Vasco al ser nombrado secretario general de Estructuras Agrarias, y, por tanto, vicepresidente del Instituto de Conservación de la Naturaleza en abril de 1991, cargo donde cesó el 30 de julio de 1993 para ser nombrado secretario general de Energía del Ministerio de Industria y Energía de España. 
Ha sido miembro de los Consejos de Administración del Instituto Nacional de Hidrocarburos (INH), de la Corporación Logística de Hidrocarburos (CLH) y del Ente Vasco de la Energía (EVE). Además fue presidente del Instituto para la Diversificación y Ahorro de Energía (IDAE), del Instituto Tecnológico Geominero de España y del Centro de Investigaciones Energéticas, Medioambientales y Tecnológicas (CIEMAT). 
El 6 de mayo de 1994 fue nombrado ministro de Agricultura, Pesca y Alimentación por el presidente Felipe González, en sustitución de Vicente Albero Silla, cargo que desempeñó hasta 1996. Durante su mandato llevó a cabo una importante reestructuración del Departamento de encabezaba, puesto que el marco europeo y autonómico había dejado a muchos organismos estatales fuera de juego. Así, por ejemplo, suprimió el Fondo de Ordenación y Regulación de Producciones y Precios Agrarios (FORPPA) y el Servicio Nacional de Productos Agrarios (SENPA), creando en su lugar el Fondo Español de Garantía Agraria (FEGA), y el Instituto para la Conservación de la Naturaleza (ICONA) y el Instituto Nacional de Reforma y Desarrollo Agrario (IRYDA), reemplazando estos últimos por el Organismo Autónomo Parques Nacionales (OAPN).
Desde 1996 hasta 2004 ha trabajado como consultor en asuntos energéticos y ha sido presidente de la Fundación Doñana 21, cargo que ocupó hasta noviembre de 2008.
Desde julio de 2004 hasta marzo de 2012 fue presidente de Red Eléctrica de España (REE). Desde el año 2007 hasta 2012 fue consejero de Redes Energéticas Nacionais (REN).
Desde 2011 es consejero de Deusto Business School. 
En 2017/2018 fue miembro de la Comisión de expertos de escenarios para la transición energética del Gobierno de España.
Es miembro de los consejos de administración de AENOR (desde 2018), VELATIA (desde 2019) y FORTIA ENERGÍA (desde 2019).
Es presidente de ARGO CAPITAL PARTNERS (desde 2013)
| Predecesor: Milagros García Crespo | Consejero de Economía y Planificación del Gobierno Vasco 1989-1991 | Sucesor: María del Carmen Gallastegi Zulaika |
| Predecesor: Vicente Albero Silla   | Ministro de Agricultura, Pesca y Alimentación de España 1994-1996  | Sucesor: Loyola de Palacio                   |